# بيتر هيل بير
بيتر هيل بير (بالإنجليزية: Peter Hill Beer)‏ هو ضابط ومحامي وقاضي أمريكي، ولد في 12 أبريل 1928 في نيو أورلينز في الولايات المتحدة، وتوفي بنفس المكان في 9 فبراير 2018.